# Oliver Ménard
Oliver Ménard (* 24. August 1965 in Berlin) ist ein deutscher Schriftsteller und Journalist. Er steht bei Droemer Knaur unter Vertrag.

## Leben
Nach der Schule absolvierte Ménard ein Studium der Regie und Dokumentarfilm in Madrid und New York und anschließend ein Hochschulstudium der Germanistik und Publizistik in Deutschland. Seit den 1990er Jahren arbeitet er als Journalist.
Im November 2015 erschien Ménards erster Roman Federspiel; im Januar 2017 folgte die Fortsetzung "Das Hospital". Im Dezember 2018 erschien der finale Band der Lenève-Trilogie – „Der Kratzer“.
Er wohnt im Berliner Stadtteil Prenzlauer Berg.

## Werke

### Romane
- Federspiel. Knaur Taschenbuchverlag, München 2015, ISBN 978-3-426-51656-0.
- Das Hospital. Knaur Taschenbuchverlag, München 2017, ISBN 978-3-426-51972-1.
- Der Kratzer. Knaur Taschenbuchverlag, München 2018, ISBN 978-3-426-52237-0.

### Kurzgeschichten
- Eine mörderische Masche. In: Türchen, Tod und Tannenbaum. Knaur Taschenbuchverlag, München 2015, ISBN 978-3-426-51815-1.
- Die Bestie von Verona – eine Christine Lenève-Geschichte.  Knaur Taschenbuchverlag, München 2015, freier Download für registrierte Nutzer der Droemer Knaur Online-Plattform.
- Mörderische Aussichten. Knaur Taschenbuchverlag, München 2018, ISBN 978-3-426-45463-3.